# 布甸磨坊里站
布甸磨坊里站（英語：Pudding Mill Lane DLR station）是碼頭區輕便鐵路 的一個車站，位於英國倫敦東部。布甸磨坊里站開通於1996年，靠近倫敦奧林匹克公園。2012年倫敦奧運會期間該站一度關閉，在2012年9月12日重開。該站是斯特拉特福德支線的車站，位於倫敦第2及第3收費區的交界。

## 外部連結
- Docklands Light Railway website - Pudding Mill Lane station page （页面存档备份，存于）
- Weston Williamson Architects website - Proposed replacement for Pudding Mill Lane DLR station